# 六盤水月照空港

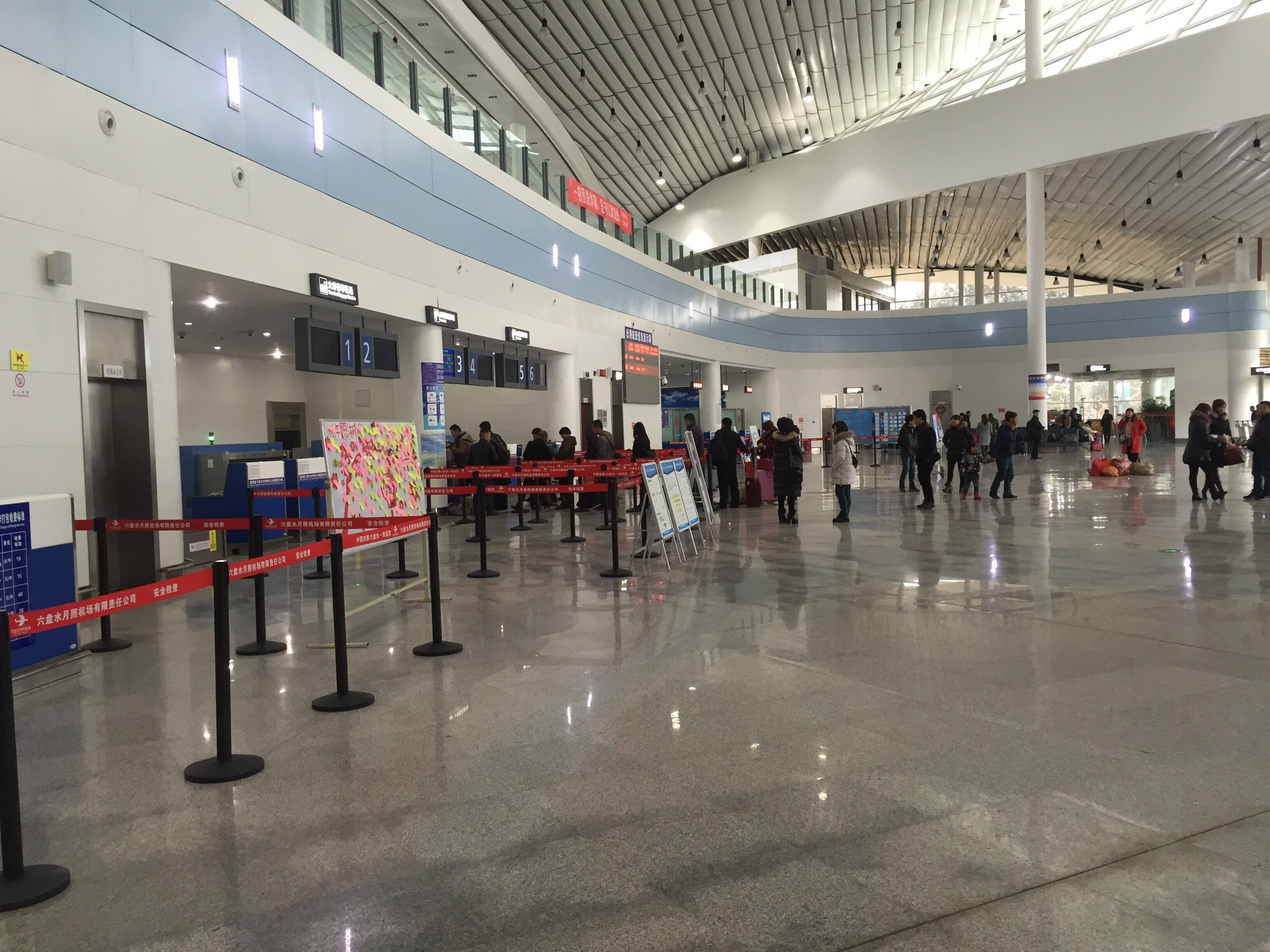
六盤水月照空港の施設内部。

六盤水月照空港（ろくばんすいげっしょうくうこう、六盘水月照机场）は、中華人民共和国貴州省六盤水市の鐘山区月照街道大壩村と水城県董地街道大窯村にまたがる位置にある民間空港。
この空港への総投資額は12.7億元の人民元で、計画では2020年の時点で利用客25万人、貨物取扱1250トン、発着回数3500機が見込まれており、全長2800メートル、幅45メートルの滑走路と、面積8342平方メートルのターミナル施設が設けられ、空港飛行区等級4Cとされている。
六盤水月照空港は、国内の支線空港の中では土砂埋立量が最大の5968万立方メートルとなっており、土盛りは最大163メートルの高低差を埋め、埋立の深さは最大85メートルに及んだ。地質条件は、四川九寨黄龍空港や攀枝花保安営空港のような地質災害を含む、最も複雑なものであり、施工条件は炭質泥岩、石炭層、粉砂質泥岩などで埋め立てるのは難しいものであった。
2014年11月28日、空港は正式に開港し、中国南方航空が貴陽＝六盤水線に就航した。

## 建設の経緯
- 2008年4月、空港の建設計画が動き始める。
- 2009年、空港予定地が選定され、計画が国家発展改革委員会に批准される[5][6]。
- 2011年9月26日、土木工事の起工[4]。
- 2012年2月27日、空港が正式に起工。
- 2014年8月29日、空港は順調に竣工し、検査の上で引き渡される。
- 2014年9月24日、空港での試験飛行が成功[3]。

## 就航路線
2017年/2018年冬春の就航路線
| 航空会社           | 就航地                             |
| ------------------ | ---------------------------------- |
| 中国国際航空（CA） | 北京/首都、重慶、杭州              |
| 天津航空（GS）     | 武漢、長沙、福州、西安、鄭州、貴陽 |
| 中国東方航空（MU） | 昆明、上海/虹橋                    |
| 中国南方航空（CZ） | 広州、深圳                         |